# The Dæmons
A The Dæmons a Doctor Who sorozat ötvenkilencedik része, ami 1971. május 22. és június 19. között vetítettek öt epizódban. Ez az utolsó része, amit öt részből áll. Ebben a részben tartoztatja le a Unit a Mestert. Ez a rész egyeseik szerint a legjobb harmadik Doktoros rész.

## Történet
A hagyomány szerint az Ördögvég nevű falu melletti több száz éves sírhalomban egy igazi démon van eltemetve. Természetesen a sírt éppen feltáró archeológus nem hisz benne és a falu lakóinak tanácsa ellenére folytatja a munkát. A Doktornak azonban valami nem tetszik és a helyszínre siet Jo-val és Unit-os barátaival együtt... azonban elkésett.

## Epizódok listája
| Epizód sorszáma | Bemutató napja   | Hossza | Nézők száma (milliót) | Formátum                   |
| --------------- | ---------------- | ------ | --------------------- | -------------------------- |
| 1               | 1971. május 22.  | 25:05  | 9,2                   | Pal D3-s színvisszaállítás |
| 2               | 1971. május 29.  | 24:20  | 8                     | Pal D3-s színvisszaállítás |
| 3               | 1971. június 5.  | 24:27  | 8,1                   | Pal D3-s színvisszaállítás |
| 4               | 1971. június 12. | 24:25  | 8,1                   | Pal 2-s videókazetta       |
| 5               | 1971. június 19. | 24:04  | 8,3                   | Pal D3-s színvisszaállítás |

## Könyvkiadás
A könyvváltozatát 1974. október 17-én adták ki.

## Otthoni kiadás
- VHS-en 1993 márciusában adták ki.
- DVD-n 2012. március 19-én adták ki.

### Fordítás
- Ez a szócikk részben vagy egészben  a   The Dæmons című angol Wikipédia-szócikk fordításán alapul.  Az eredeti cikk szerkesztőit annak laptörténete sorolja fel. Ez a jelzés csupán a megfogalmazás eredetét és a szerzői jogokat jelzi, nem szolgál a cikkben szereplő információk forrásmegjelöléseként.